# Peter Schettler
Peter Schettler (* 30. April 1944 in Pleißa; † 15. Dezember 2021 in Chemnitz) war ein deutscher Maler, Zeichner und Grafiker.

## Leben
Schettler besuchte von 1960 bis 1963 die Arbeiter- und Bauern-Fakultät an der Hochschule für Bildende Künste Dresden (HfBK) und machte dort das Abitur. Danach absolvierte er eine Lehre als Dekorationsmaler und arbeitete er bis 1965 in seinem Beruf.
Von 1965 bis 1970 studierte er bei Jutta Damme, Günter Horlbeck, Herbert Kunze, Paul Michaelis und Hans Mroczinski Malerei an der HfBK. Seitdem war er als freischaffender Maler in Karl-Marx-Stadt bzw. Chemnitz tätig.

## Mitgliedschaften
- bis 1990: Mitglied des Verband Bildender Künstler der DDR
- Chemnitzer Künstlerbund e. V. im Bundesverband Bildender Künstlerinnen und Künstler

## Fotografische Darstellung Schettlers
- Christine Stephan-Brosch: Porträt Peter Schettler (1973–1976)[3]

## Werk
Anfangs beschäftigte sich Schettler mit figürlichen Darstellungen. Darüber hinaus entstanden Handzeichnungen, Holzschnitte und Radierungen. Typisch für ihn sind spätexpressionistische Landschaftsdarstellungen, denen er sich nach 1976 widmete. Zwischen 1994 und 2002 konzentrierte sich sein Schaffen auf Aquarelle; 2002 wandte er sich aber wieder der Ölmalerei zu. Schettlers Arbeiten befinden sich im Besitz öffentlicher und privater Sammlungen.
Auswahl:
|                                                                                               |                                                                                                   |
| - Am Opernhaus (1980, Öl) - Vorstadt im Sommer - Sonnenuntergang am Bodden - Reusen Im Bodden | - Stiller Abend - Abendsonne - Boote in der Bucht - Herbstliche Landschaft mit Bauerngehöft, 2013 |

## Ausstellungen (unvollständig)
Gruppenausstellungen:
Werke Schettlers wurden seit 1971 auf diversen Gruppenausstellungen in Berlin, Sachsen und Brandenburg, der Tschechischen Republik, Russland, Polen, Jugoslawien sowie Bulgarien gezeigt. Darunter waren:
- 1972/1973, 1982/1983 und 1987/1988: Dresden, VII., IX. und X. Kunstausstellung der DDR
- 1974 und 1985: Karl-Marx-Stadt, Bezirkskunstausstellungen
- 1980: Frankfurt/Oder, Sport- und Ausstellungszentrum („Junge Künstler der DDR “)
- 1984/1985 Karl-Marx-Stadt, Städtisches Museum am Theaterplatz („Retrospektive 1945 – 1984. Bildende Kunst im Bezirk Karl-Marx-Stadt“)

- 2010: Chemnitz, Werkschau des Chemnitzer Künstlerbunds[6]
- 2011: Chemnitz, DA Stietz  („Bilder einer Großstadt“)

Einzelausstellungen:
- 1986: Karl-Marx-Stadt, Stadtmuseum Karl-Marx-Stadt[7]
- 1990: Chemnitz
- 1991: Hamburg
- 1992: Augustusburg, Jagdschloss Augustusburg, 1992
- 1993: Chemnitz
- 1999: Hamburg, Grundbuchhalle des Ziviljustizgebäudes (Aquarelle)[8]
- 2019: Chemnitz, Galerie Weise (Aquarelle aus den Jahren 1997–2018)
- 2021: Chemnitz, Galerie Weise (neue Gemälde, Aquarelle und frühe Handzeichnungen)